# Luke Grimes
Luke Grimes, född 21 januari 1984 i Dayton, Ohio, är en amerikansk skådespelare.
Grimes har bland annat medverkat i TV-serien Brothers & Sisters (2009-2010) och i filmerna Outlaw Country från 2012, Happiness for Beginners från 2023.

## Filmografi (i urval)
- 2006 – All the Boys Love Mandy Lane
- 2009–2010 – Brothers & Sisters (TV-serie)
- 2012 – Outlaw Country
- 2012 – Taken 2
- 2014 – American Sniper
- 2015 – Fifty Shades of Grey
- 2016 – The Magnificent Seven
- 2017 – Fifty Shades Darker
- 2018 – Fifty Shades Freed
- 2018–2023 – Yellowstone (TV-serie)
- 2023 – Happiness for Beginners